# Суни (Ористано)
Суни (итал. Suni) је насеље у Италији у округу Ористано, региону Сардинија.
Према процени из 2011. у насељу је живело 1114 становника. Насеље се налази на надморској висини од 340 м.

## Становништво
Према резултатима пописа становништва 2011. у општини је живело 1.130 становника.
| 1931. | 1936. | 1951. | 1961. | 1971. | 1981. | 1991. | 2001. | 2011. |
| ----- | ----- | ----- | ----- | ----- | ----- | ----- | ----- | ----- |
| 1.883 | 1.927 | 1.824 | 1.700 | 1.480 | 1.382 | 1.299 | 1.237 | 1.130 |